# 9167 Kharkiv
9167 Kharkiv eller 1987 SS17 är en asteroid i huvudbältet som upptäcktes den 18 september 1987 av den ryska astronomen Ljudmila Tjernych vid Krims astrofysiska observatorium på Krim. Den är uppkallad efter den ukrainska staden Charkiv.
Asteroiden har en diameter på ungefär 18 kilometer.